# Nandariket

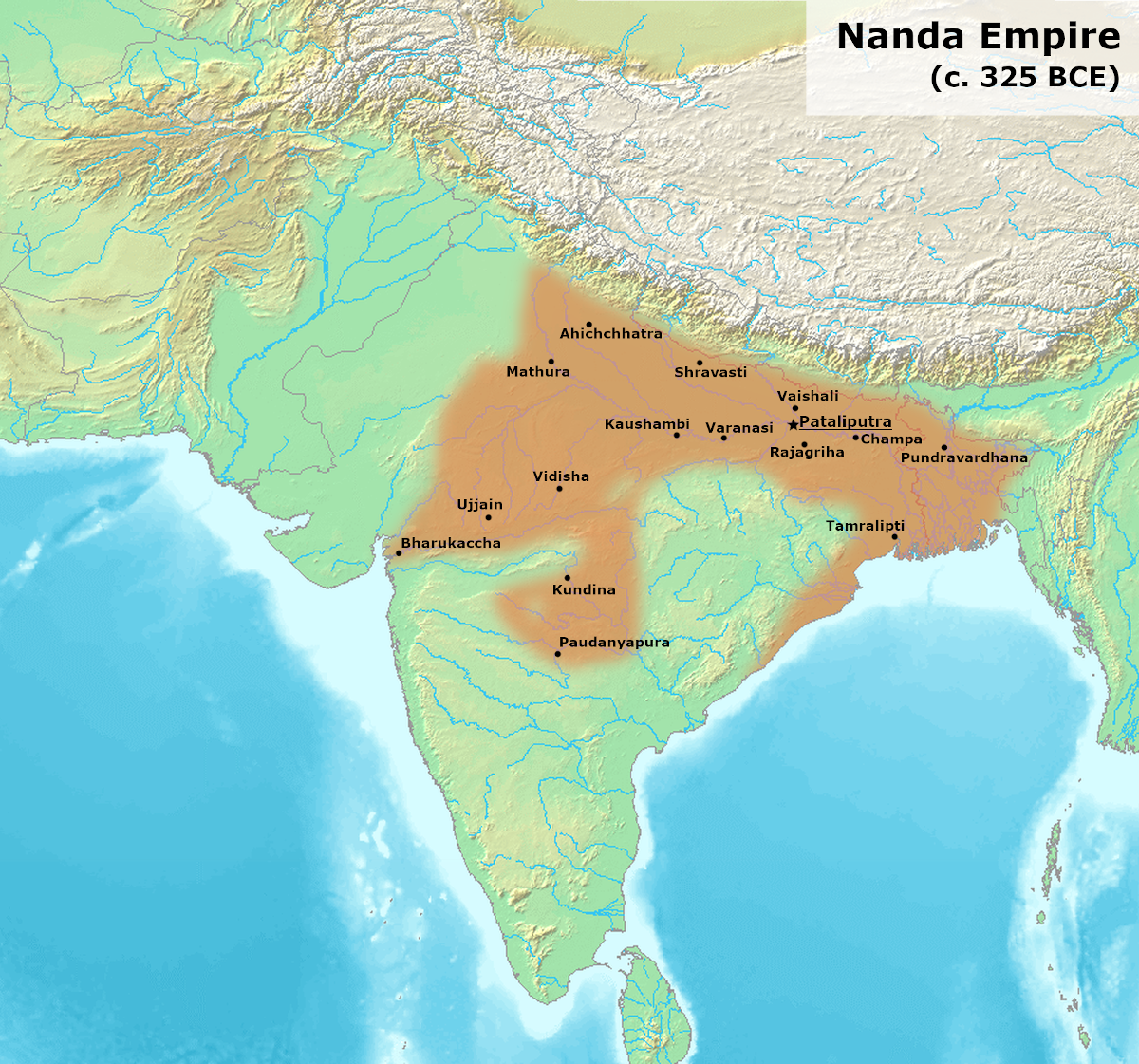
Nandariket

Nandariket var en historisk stat som låg i norra, centrala och nordöstra Indien mellan 345 f.kr och 322 f.kr. 
Det föregicks av Panchalariket, och efterträddes av Mauryariket.